# Новиков, Игнатий Трофимович
Игна́тий Трофи́мович Но́виков (20 декабря 1906 [2 января 1907], Каменское, в 1936—2016 годах Днепродзержинск — 25 декабря 1993, Москва) — советский государственный, партийный и хозяйственный деятель. Депутат Верховного Совета РСФСР 1 созыва. Депутат Верховного Совета СССР 6—10 созывов. Член Ревизионной комиссии Компартии Украины (1956—1960). Член ЦК КПСС (1961—1986). Герой Социалистического Труда (1961).

## Биография
Родился в семье рабочего. В 1914-1919 г.г. учился в Каменской мужской гимназии, был одноклассником Л.И.Брежнева, сидел с ним за одной партой.
- 1919—1922 — подручный кузнеца.
- 1922—1925 — коногон на шахте.
- 1925—1927 — слесарь, машинист металлургического завода, Каменск.
- 1927—1931 — техник-конструктор, преподаватель школы ФЗО завода им. Ф. Э. Дзержинского.
- 1931—1932 — студент Днепродзержинского металлургического института.
- 1932—1934 — начальник цеха, главный энергетик завода № 19, Коммунарск.
- 1934—1937 — директор электростанции, главный механик Чимкентского свинцового завода.
- 1937—1941 — директор завода № 236, Саратов
- 1941—1943 — секретарь Саратовского обкома ВКП(б).
- 1943—1950 — начальник Главного управления Наркомата (министерства) электростанций СССР.
- 1950—1954 — заместитель начальника строительства Горьковской ГЭС.
- 1954—1958 — начальник управления строительства Кременчугской ГЭС.

### В Совете министров СССР
Помню, председатель Госстроя Игнат Трофимович Новиков внес в Совмин проект постановления об оказании помощи в завершении строительства Цимлянского водохранилища. Смотрю, а среди пунктов — переименовать такой-то город в город Хрущев. И это вскоре после разоблачения культа личности! Иду с этим проектом к первому зампреду Совмина Алексею Николаевичу Косыгину. Он посмотрел, спрашивает: «Что будем делать? Я в таком виде это не подпишу». Ну я предложил соответствующий лист перепечатать без этого пункта. Так и сделали. А Новиков расстроился. Наверное, хотел ещё больше приблизиться к первому секретарю на этом деле. Он потом ко мне раз шесть заходил и жалобно спрашивал: «Миш, а кто вносил изменения в проект?» Я отвечал, что не знаю.— из воспоминаний Михаила Смиртюкова, заместителя заведующего секретариатом Совнаркома СССР
- 1958 — заместитель министра электростанций СССР
- 1958—1962 — министр строительства электростанций СССР
- 1962 — министр энергетики и электрификации СССР
- 1962—1983 — заместитель Председателя Совета министров СССР, Председатель Государственного комитета СССР по делам строительства.

О его снятии с подачи Андропова со всех постов в Правительстве СССР упоминает в своих воспоминаниях Горбачёв, в интервью Аркадий Вольский.
Михаил Соломенцев вспоминал: «В Волгодонске Ростовской области построили большой завод „Атоммаш“. И вдруг по корпусам, по стенам домов пошли трещины. А закупленному оборудованию цены не было, очень дорого оно нам обошлось. Доложили об инциденте Андропову. Собирается Политбюро. Спрашивают Новикова, председателя тогдашнего Госстроя: „В чём дело?“ А тот ничего ответить на вопрос не может. И мне поручают ехать на место и все выяснить… Новикова вскоре освободили от обязанностей».
- 1975—1980 — Председатель Организационного комитета летних Олимпийских игр 1980 года в Москве.
- С июля 1983 года — персональный пенсионер союзного значения.

Похоронен на Кунцевском кладбище.

## Награды
- Герой Социалистического Труда (1961)
- пять орденов Ленина
- орден Октябрьской Революции
- орден Трудового Красного Знамени
- орден Красной Звезды